# Perrine Mansuy
Pour les articles homonymes, voir Mansuy.
Perrine Mansuy est une pianiste et compositrice de jazz française, née à Aix-en-Provence en 1971.

## Biographie
En 1996, au Conservatoire de Marseille, Perrine Mansuy obtient le premier prix de la classe de jazz de Philippe Renault et le Prix du Département,.
Elle enregistre son premier album en trio, Autour de la lune, sur lequel elle joue des compositions originales. L'album est réédité sous le titre La Nuit au Japon par les Ateliers Sawano.
Elle crée le quartet Maneggio, lauréat du troisième prix orchestre du Concours de Jazz à la Défense. Le groupe enregistre son premier album Maneggio en 2001.
Elle crée un duo avec la chanteuse Valérie Perez, qui enregistre un album, Verso[Quand ?]. Elle remporte le 2e prix du Concours Vocal au Festival de Cresto. Le percussionniste Jean-Luc Difraya les rejoint en 2004, et le trio, baptisé Délubies, enregistre Le voyage d'Alba en 2005.
En janvier 2006, elle est contactée par le producteur Alan Douglas (Eric Dolphy, Miles Davis, Jimi Hendrix…), et enregistre deux albums avec François Cordas : Le Duo Plays Jacques Brel (2006) et Le Duo Plays Charles Aznavour (2007).
Mandragore & noyau de pêche (2007) est enregistré en trio avec Eric Surménian (contrebasse) et Joe Quitzké (batterie).
Elle joue en trio piano/guitare/percussions avec Rémy Decrouy (guitare) et Jean-Luc Difraya (percussions), trio auquel s'ajoute la voix de Marion Rampal. En 2011, le quartet publie Vertigo Songs, premier album de la pianiste chez Laborie Jazz. Mansuy est la principale compositrice du répertoire, Rampal signe la majeure partie des textes,. Rémy Decrouy travaille des samples de sons du piano, et apporte une couleur rock à la musique.
En 2013, Perrine Mansuy participe à l'album en hommage à Jimi Hendrix The Wind Cries Jimi » de Rémi Charmasson. En 2015, elle participe à l'hommage à Carla Bley et à son œuvre Escalator over the Hill au sein du collectif Over the Hill, initié par Bruno Tocanne et Bernard Santacruz,.
Paru en 2016, Rainbow Shell est un album « dream pop » en hommage à la romancière Katherine Mansfield. Elle retrouve ses compères Rémy Decrouy (guitare), Eric Longsworth (violoncelle) et Jean-Luc Difraya (percussions), rejoints par la voix de Mathis Haug sur quelques titres, qui chante et fait office de récitant,.
En septembre 2019 parait Les Quatre Vents, disque du quartet du même nom monté en 2018 avec le trompettiste Christophe Leloil, qui habite également à Marseille, accompagnés de Fred Pasqua à la batterie et Pierre Fenichel à la contrebasse,.

## Spectacles
En 2002, Perrine Mansuy participe en tant que compositrice et pianiste au spectacle Le Baiser des Louves, créé par la compagnie de danse Yun Chane,.
Elle développe également des spectacles pour le jeune public : créé en 2012, Ce Monde autour de moi, un spectacle jeunesse autour des comptines version jazz, avec Marion Rampal au chant et François Cordas aux saxophones et aux percussions.
Au sein du collectif Ça conte pour l'ouïe, Perrine Mansuy crée en 2006 un conte musical pour enfants, L'usine à papillons, sur le thème de la place de l'artiste dans la société, un texte de Sandrine Rey avec François Cordas (saxophones) et la comédienne Isabelle Provendier (voix).
Dans le spectacle Je rêve, créé en 2015, le conteur Lamine Diagne est accompagné par la pianiste et le saxophoniste François Cordas.
À la suite d'une résidence au Cri du Port à Marseille à l'automne 2021, est créé le spectacle Indigo Jane, qui raconte l'histoire d'une petite fille atteinte de synesthésie (elle associe des couleurs aux sons). Lamine Diagne joue le rôle de conteur et d'illustrateur, dessinant en direct le récit, Perrine Mansuy est au piano et aux compositions et Éric Massua à la vidéo et à la création sonore.
En 2020 elle travaille sur PianoGraphe, un spectacle mêlant piano et musique inspiré par les photos et films de famille réalisés dans les années 1930 par son grand-père en Algérie.

## Style
Perrine Mansuy est une « compositrice prolixe à l'univers panaché de romantisme, de folk, de pop songs ». Parmi ses influences, on peut déceler celles de Carla Bley (elle aime notamment beaucoup ses titres), Joni Mitchell, James Taylor ou Robert Wyatt.
Elle est friande de formations sans contrebasse, ce qui lui permet « de déployer son jeu de manière différente : sans ce soutien, elle doit trouver les forces nécessaires pour asseoir la musique du groupe, prendre des risques supplémentaires, ce à quoi elle parvient avec virtuosité sans tomber dans la démonstration ».

## Discographie

### Comme leader ou coleader
- 1998 : Autour de la lune, Perrine Mansuy (p), Jean-Sébastien Simonoviez (d), Jacques Bernard (b) (EM1 Records (réédité sous le nom la Nuit par les Ateliers Sawano, Japon)
- 2001 : Maneggio (Le cri du port)
- 2007 : Mandragore & noyau de pêche (AJMI Series)
- 2009 : Alba (Atelier Sawano)
- 2011 : Vertigo Songs, avec Jean-Luc Difraya (perc), Marion Rampal (chant), Rémy Décrouy (g) (Laborie en coproduction avec l'AJMI)
- 2015 : Rainbow Shell, avec Eric Longsworth, Rémy Decrouy, Jean-Luc Difraya, invité Mathis Haug (chant), (Laborie/Nemomusic)
- 2019 : Les Quatre Vents, avec Christophe Leloil, Pierre Fenichel et Fred Pasqua (Laborie)

### Avec François Cordas
- 2005 : Le voyage d'Alba, Trio Délubies (Émeraude Records)
- 2006 : Le Duo Plays Jacques Brel (Douglas Records)
- 2007 : Le Duo Plays Charles Aznavour (Douglas Records)

### En invitée
- 2010 : Christian Brazier Quartet Circumnavigation (CELP)
- 2013 : Rémi Charmasson Quintet, The Wind Cries Jimi (AJMI Series)
- 2015 : Imuzzic Grand's) Ensemble, Over the Hills (Instant Musics Records)
- 2015 : Christian Brazier Quartet, Septième Vague (ACM Jazz Label)

### Compilation
- 2001 : Jazz in Marseille, Fréquence Jazz